# Montero (album)
Montero è il primo album in studio del rapper statunitense Lil Nas X, pubblicato il 17 settembre 2021 dalla Columbia.

## Antefatti
In un'intervista dell'agosto 2019 condotta da Angie Martinez, dopo la pubblicazione di 7, Lil Nas X ha dichiarato di essere al lavoro sul suo LP di debutto e che questo sarebbe stato «molto più personale». Il 26 marzo 2021 ha annunciato il nome dell'album tramite Twitter. Il 29 giugno successivo ha pubblicato un trailer dell'album presentante vari estratti dei suoi video musicali, nonché anche una parodia del logo della Marvel Entertainment. Dopo aver collaborato con la Taco Bell per promuovere il progetto, il 26 agosto 2021 è stata svelata la data di pubblicazione attraverso un altro trailer, il quale include uno snippet della canzone That's What I Want. Il 31 agosto ha svelato la copertina, mentre il giorno seguente la tracklist dell'album con le varie collaborazioni ivi presenti.

## Promozione
Il singolo apripista dell'album, Montero (Call Me by Your Name), è stato pubblicato il 26 marzo 2021 assieme all'acclamato videoclip. Ha registrato grande successo commerciale nei principali mercati del mondo, imponendosi primo in paesi come Australia, Regno Unito e Stati Uniti.
Il 21 maggio 2021 è stato reso disponibile Sun Goes Down come secondo singolo. Il terzo estratto, Industry Baby in collaborazione con Jack Harlow, è stato invece pubblicato il 23 luglio 2021 e ha debuttato 2º nella classifica statunitense.
Il 17 settembre, contemporaneamente all'uscita del disco, viene resa disponibile la clip della traccia That's What I Want. Lost in the Citadel viene pubblicato per le stazioni radiofoniche italiane a partire dall'8 aprile 2022 come quinto estratto dall'LP.

## Accoglienza
| Recensione           | Giudizio |
| -------------------- | -------- |
| AllMusic             |          |
| Clash                | 9/10     |
| DIY                  |          |
| Entertainment Weekly | A–       |
| Evening Standard     |          |
| Exclaim!             | 8/10     |
| musicOMH             |          |
| NME                  |          |
| Pitchfork            | 7,1/10   |
| Rolling Stone        |          |
| Slant Magazine       |          |
| The A.V. Club        | C        |
| The Guardian         |          |
| The Independent      |          |
| The Line of Best Fit | 10/10    |

Montero ha ottenuto recensioni perlopiù positive da parte dei critici musicali. Su Metacritic, sito che assegna un punteggio normalizzato su 100 in base a critiche selezionate, l'album ha ottenuto un punteggio medio di 85 basato su diciannove recensioni.

## Tracce
1. Montero (Call Me by Your Name) – 2:17 (Montero Hill, David Biral, Denzel Baptiste, Omer Fedi, Roy Lenzo)
2. Dead Right Now – 3:41 (Montero Hill, David Biral, Denzel Baptiste, Jasper Harris, Thomas Levesque)
3. Industry Baby (feat. Jack Harlow) – 3:32 (Montero Hill, Jack Harlow, David Biral, Denzel Baptiste, Nick Lee)
4. That's What I Want – 2:23 (Montero Hill, Omer Fedi, Blake Slatkin, Ryan Tedder, Keegan Bach)
5. The Art of Realization – 0:24 (Montero Hill, David Biral, Denzel Baptiste, Roy Lenzo)
6. Scoop (feat. Doja Cat) – 2:54 (Montero Hill, Amala Dlamini, David Biral, Denzel Baptiste, Roy Lenzo)
7. One of Me (feat. Elton John) – 2:42 (Montero Hill, Ilsey Juber, Jasper Sheff, John Cunningham)
8. Lost in the Citadel – 2:50 (Montero Hill, John Cunningham)
9. Dolla Sign Slime (feat. Megan Thee Stallion) – 3:35 (Montero Hill, Megan Pete, David Biral, Denzel Baptiste, Nick Lee)
10. Tales of Dominica – 2:26 (Montero Hill, David Biral, Denzel Baptiste, Omer Fedi, Roy Lenzo)
11. Sun Goes Down – 2:48 (Montero Hill, David Biral, Denzel Baptiste, Omer Fedi, Roy Lenzo, Michael Olmo, Keegan Bach, Blake Slatkin, Andrew Luce)
12. Void – 4:08 (Montero Hill, John Cunningham, Carter Lang)
13. Don't Want It – 2:12 (Montero Hill, David Biral, Denzel Baptiste, Nicholas Mira, Dorien Theus)
14. Life After Salem – 3:31 (Montero Hill, Jasper Sheff, John Cunningham, Carter Lang)
15. Am I Dreaming (feat. Miley Cyrus) – 3:03 (Montero Hill, Miley Cyrus, David Biral, Denzel Baptiste, Omer Fedi, William Ward, Vincent Goodyer)

## Classifiche

### Classifiche settimanali
| Classifica (2021-24) | Posizione massima |
| -------------------- | ----------------- |
| Australia            | 1                 |
| Austria              | 2                 |
| Belgio (Fiandre)     | 3                 |
| Belgio (Vallonia)    | 6                 |
| Canada               | 2                 |
| Danimarca            | 1                 |
| Finlandia            | 2                 |
| Francia              | 6                 |
| Germania             | 13                |
| Irlanda              | 1                 |
| Islanda              | 2                 |
| Italia               | 9                 |
| Lituania             | 1                 |
| Norvegia             | 1                 |
| Nuova Zelanda        | 1                 |
| Paesi Bassi          | 3                 |
| Portogallo           | 133               |
| Regno Unito          | 2                 |
| Repubblica Ceca      | 3                 |
| Slovacchia           | 2                 |
| Spagna               | 2                 |
| Stati Uniti          | 2                 |
| Svezia               | 1                 |
| Svizzera             | 6                 |

### Classifiche di fine anno
| Classifica (2021) | Posizione |
| ----------------- | --------- |
| Australia         | 72        |
| Belgio (Fiandre)  | 129       |
| Belgio (Vallonia) | 153       |
| Danimarca         | 59        |
| Finlandia         | 10        |
| Francia           | 122       |
| Islanda           | 74        |
| Norvegia          | 21        |
| Nuova Zelanda     | 44        |
| Paesi Bassi       | 53        |
| Stati Uniti       | 126       |
| Svezia            | 69        |
| Classifica (2022) | Posizione |
| Australia         | 73        |
| Belgio (Fiandre)  | 161       |
| Belgio (Vallonia) | 159       |
| Danimarca         | 53        |
| Francia           | 84        |
| Islanda           | 65        |
| Lituania          | 21        |
| Norvegia          | 14        |
| Nuova Zelanda     | 44        |
| Paesi Bassi       | 80        |
| Svezia            | 70        |